# Amanda Lear
Amanda Tapp (Saigón, 1939), más conocida como Amanda Lear, es una cantante, modelo, pintora, actriz, letrista, presentadora de televisión y escritora francesa de ascendencia vietnamita. Habla al menos cinco idiomas.

## Biografía
Amanda Lear tiene una biografía confusa en cuanto a su fecha (de 1939 a 1946) y lugar de nacimiento (Saigón, Hong Kong), así como en otros datos en relación con su familia, confusión generada por sus propias y diversas declaraciones y entrevistas con informaciones contradictorias. En 2021 confirmó que nació en Saigón.

### Éxito como modelo y musa de Dalí
A principios de 1965 Lear comenzó a trabajar para Catherine Harle, jefa de una de las más famosas agencias de modelos de Europa. Amanda Lear hace su primera presentación como modelo para Paco Rabanne en París. Lear comenzó a ser muy solicitada, y poco después fue fotografiada por Helmut Newton, Charles Paul Wilp y Antoine Giacomoni para revistas como Elle, Marie France y Vogue. Asimismo, comenzó a participar en desfiles de importantes diseñadores como Yves Saint Laurent y Coco Chanel en París, Mary Quant, Ossie Clark y Antony Price en Londres. Amanda Lear comenzó a trabajar como modelo a tiempo completo, aunque continuó viviendo en el Swinging London de los años sesenta. Se convirtió en una "partidario de demi-monde de Londres".

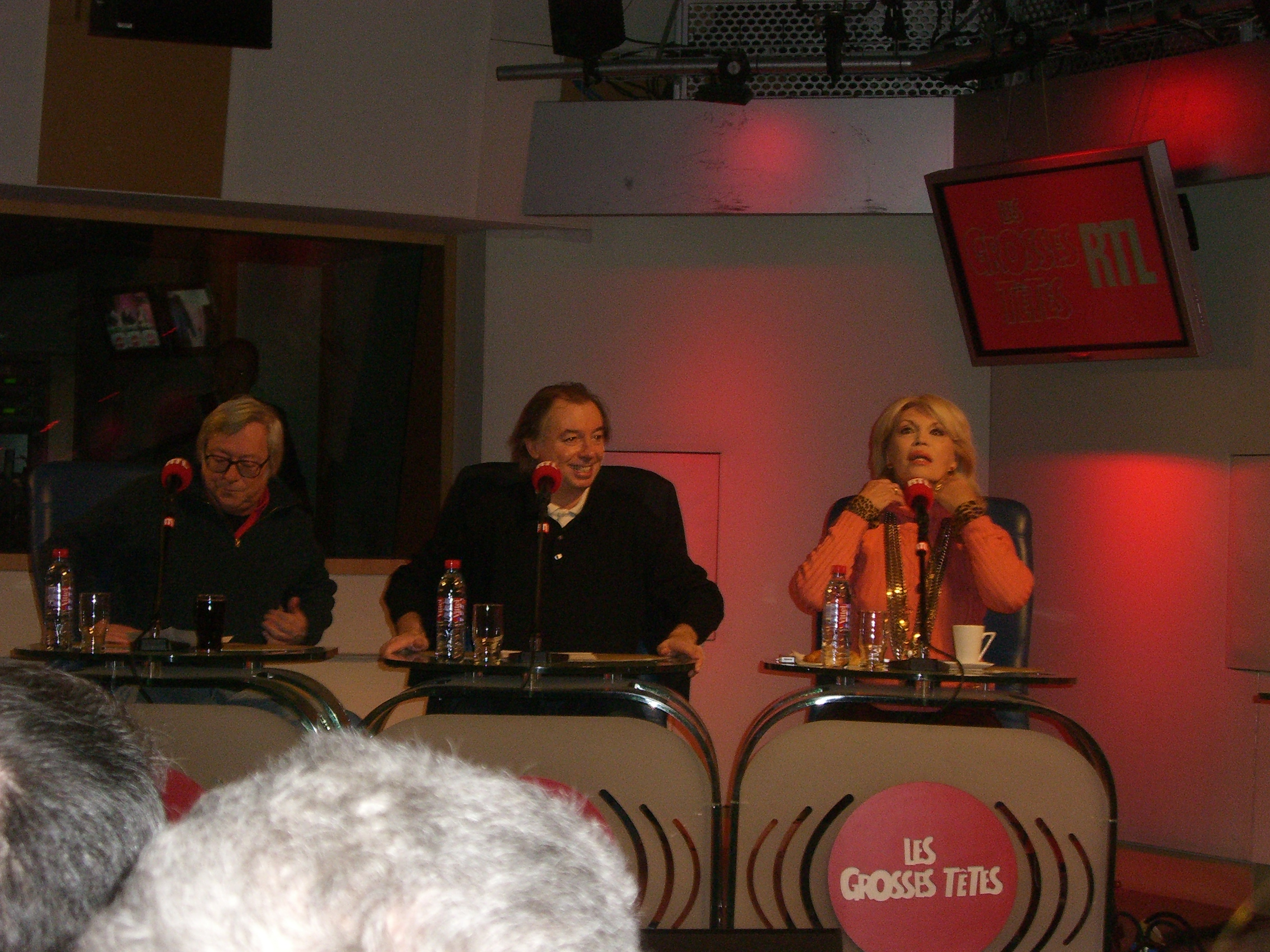
Amanda Lear, en un programa de radio.

Mientras se encontraba en un club parisino, conoció al pintor surrealista Salvador Dalí, autoproclamado "el enfant terrible" del arte. «Oficialmente» en 1965, Amanda Lear conoció a Dalí en el club nocturno Le Castel, pero un artículo de Julián Ruiz en El Mundo está ilustrado por una foto de los dos protagonistas de dos años antes, 1963.
Fuentes desvelan que realmente Dalí había conocido a Amanda Lear (como Peki d'Oslo) en el cabaret Carrousel de Paris. Otras fuentes desvelan que Dalí había conocido a Lear en un cabaret de Barcelona: el New York, perteneciente a la cadena Ferrer y que se ubicaba en la calle Escudellers de la Ciudad Condal[cita requerida]. 
Dalí no sólo quedó impresionado por el aspecto de Amanda Lear, sino también por su afinidad espiritual: se ha descrito ya su estrecha relación poco convencional como un "matrimonio espiritual". Lear comenzó a viajar con él y su esposa cada verano. Durante estos viajes, Dalí le mostró los museos de Europa, los salones de París y España, mientras que ella le enseñó el arte, la moda, la fotografía y la música en Londres. Ella posó para algunas obras de Dalí, participó en muchos de sus proyectos de cine y estuvo a su lado durante las conferencias de prensa y reuniones con los medios de comunicación, eventos que a menudo se convirtieron en espectáculos con Lear como figura central. De 1967 a la 1970, Lear participó en varias películas. En 1973 se fotografía para la portada del álbum For Your Pleasure de Roxy Music. La foto muestra un vestido negro y apretado mientras sostiene la correa de una pantera negra. 
Amanda inició una relación con Dalí como protegida y acompañante, aunque no se involucraron sentimentalmente; él estaba casado con Gala y ella se relacionó con Brian Jones de los Rolling Stones, luego durante cerca de un año con David Bowie y más brevemente con Bryan Ferry. Posó para la portada del disco For your Pleasure de Roxy Music (1973). En 1979, Amanda se casaría con un aristócrata, Alain-Philippe Malagnac, que había sido amante e insólito hijo adoptado del escritor Roger Peyrefitte.

### Carrera musical
En 1974 Lear registró junto con Bowie su primera canción titulada Star, pero esta nunca se publicó. Después de esta primera experiencia, Bowie decidió pagar por clases de canto y danza, para lanzar su carrera musical. En 1975, Amanda Lear debuta en la música con una versión en francés de "Trouble" de Elvis Presley que llamó la atención del productor Antony Monn y la etiqueta de Ariola-Eurodisc, que se ofreció a sus siete años y seis discos del contrato por una cantidad de dinero que Lear llama "astronómica".
Luego publicó un álbum, I am a photograph, que incluye las canciones "Blood and Honey" (alusión a un cuadro de Dalí) y una versión de "These Boots Are Made for Walkin'", el gran éxito de Nancy Sinatra (Vídeo). Su álbum debut se registró en Múnich y fue un éxito en Alemania y Austria. Incluso en Italia y en algunos países europeos (Francia y Bélgica) logró alcanzar el Top 10 y se certificó disco de oro en Italia y Alemania. En el álbum fueron algunos sencillos, incluyendo Blood and Honey, Tomorrow y Queen of Chinatown que se convirtió en su primer éxito a nivel europeo.
El álbum era Sweet Revenge, un disco conceptual que contiene una mezcla continua en el primer lado. El álbum logró alcanzar el Top 10 Desde el disco que se extrajo entonces su mayor éxito Follow Me y el Top 20 Enigma (Give a Bit of Mmh to Me). Para promocionar el álbum Amanda Lear cantó todas las canciones de las diversas emisoras en Europa y en el extranjero. En Italia y Alemania se continuó la promoción, por ejemplo, en Alemania se cantaban las canciones durante el programa de televisión Musikladen. En Italia, sin embargo, que se inició en la televisión con el estreno de Antena 3, una de la primera televisión comercial. A continuación, participó en el controvertido programa Stryx en Rai 2, en la que interpreta un personaje ambiguo llamado Stryx atractiva. En 1978, Lear también hizo un cameo en la película tío Adolfo, en el arte Führer cantar Lili Marleen, y en la película de Joe D'Amato noche Humor.
En años siguientes publicaría Never Trust A Pretty Face, que incluía una versión disco del clásico "Lili Marleen" y una canción alusiva a la discoteca Studio 54 que ironizaba sobre Liza Minnelli, John Travolta y otros famosos que la frecuentaban. El último disco de la exitosa trilogía de Disco no pudo entrar en el Top 20, incluso después de la publicación del golpe de menor importancia Fashion Pack. El álbum se promovió especialmente en Estados Unidos, a pesar de que "los británicos se mantuvieron inmunes a los efectos Amanda Lear".
Tras el álbum Diamonds for Breakfast, en 1980, el cual fue un éxito, sobre todo en Noruega y Suecia, Amanda empezó a preparar otro disco con el luego famosísimo productor Trevor Horn (quien lanzaría posteriormente a Frankie Goes to Hollywood, Seal y otros). En septiembre de 1980, Lear hace su debut como presentadora de televisión. La RAI pide al plomo, junto con Enrico Beruschi, las dos ediciones (la de 1982 y 1983) de Mostra internazionale di musica leggera, transmitido por la RAI 1, en el que el Lear canta por primera vez en Italia Solomon Gundie. La discográfica Ariola, a la que Amanda estaba unida contractualmente, no aprobó el proyecto Trevor Horn y se produjo otro álbum en Múnich, Incógnito, el último álbum producido por Antony Monn. El álbum fue un éxito tibio en Europa (Suecia, Noruega, Austria), pero sí en Hispanoamérica, mercado para el cual Amanda grabó tres temas en español.

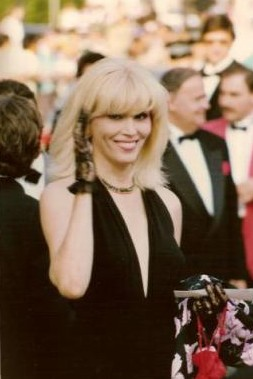
Cannes. 1990.

Lear se concentró aún más en Italia, y publicó su primera colección de grandes éxitos, Ieri, oggi, seguido de un especial de televisión llamado Ma chi è Amanda? El álbum Tam-Tam (1983) fue un fracaso. El álbum se promovió sólo en Italia, y también el único sencillo de No Regrets. La promoción del álbum se lleva a cabo durante la ejecución del programa de televisión Premiatissima en el Canale 5, en el que el tema de cierre era No Regrets. Amanda Lear despuntó en la televisión italiana, con la protección de Silvio Berlusconi; vivió cuatro años de éxito en la RAI.
Amanda Lear en 1984 publicó su primera biografía oficial, Mi vida con Dalí, publicado inicialmente en Francia bajo el título Le Dali D'Amanda. La biografía proporciona información sobre la vida de Salvador Dalí, y también contiene detalles de la vida Amanda Lear. El libro fue aprobado por el propio Dalí, aunque algunos investigadores encontraron alguna información inexacta y algunas fechas. Reapareció en el mercado musical en 1987 con otro disco, Secret Passion, pero poco antes de iniciar su promoción, sufrió un accidente de coche casi mortal. Durante la convalecencia escribió un cuento con toques surrealistas, L'Immortelle, un cuento surrealista que describe los tormentos de una mujer condenada a la eterna juventud y la belleza, a mirar a los demás envejecer y eventualmente pierden todos sus seres queridos, pero todavía hermoso, pero fueron, no es capaz de detener el paso del tiempo.
En 1988 Amanda Lear vuelve a las tablas con una reinterpretación de la canción Tomorrow, Tomorrow (Voulez-vous un rendez-vous), en la que hace un dueto con el cantante de la banda CCCP Fedeli alla linea, Giovanni Lindo Ferretti. La canción después de una fuerte promoción en Italia puede entrar en la lista de sencillos, llegando en la posición 40. La banda también actuará como soporte para algunos de los conciertos Lear en Italia. En los últimos años ochenta, sus dos éxitos, Follow Me, y Gold, se remezclado por DJ Hi-NRG británico Ian Levine y reeditado por BMG Ariola como individuos. Estos son seguidos por la publicación de varias colecciones de Ariola, y dos álbumes de pop-rock, Uomini più uomini en Italia y Tant qu’il y aura des hommes en Francia, ambos publicados en 1989. En los años siguientes fue publicando discos en Europa, ya sin mucha repercusión.

### Reaparición
Publicó el álbum Heart, que incluía remixes de Junior Vasquez y los españoles Pumpin' Dolls junto con versiones de clásicos de Charles Aznavour y Burt Bacharach, y una versión de "Lili Marleen" con nueva letra. En 2002, Amanda inició su actual relación con el modelo italiano Manuel Casella, 30 o 40 años más joven. Coincidiendo con el revival de la música disco, en 2005 se publicó el primer recopilatorio autorizado por Lear en formato CD, Forever Glam!, y al año siguiente la división alemana de Sony BMG publicó una caja con 42 canciones, que recuperaba la etapa con la compañía Ariola.
También en 2006, Amanda fue nombrada Caballero de la Orden Nacional de las Artes y de las Ciencias de Francia; consta en la lista de galardonados con el nombre «Mme. Amanda Tapp, llamada Amanda Lear». En ese año, la Lear publicó un nuevo álbum de baladas, With Love, a modo de prolongación del disco Heart de 2001. Contenía únicamente clásicos de divas admiradas por ella, como Eartha Kitt, Nina Simone y Peggy Lee. En 2001, tras dos décadas de matrimonio, Amanda enviudó: su marido Alain-Philippe Malagnac falleció en un incendio. De 2001 a la 2008, la pareja oficiosa de Amanda es el joven modelo y presentador de televisión Manuel Casella, muy conocido en Italia por su participación en la versión local de La isla de los famosos y que en 2008 participó con un pequeño papel en una teleserie sobre Coco Chanel protagonizada por Shirley MacLaine.
En la autobiografía El Hijo del Capitán Trueno, Miguel Bosé cuenta que conoció a Amanda Lear un día de verano de 1970 en Casa Dalí, en Cadaqués. Que al verla quedó impresionado de su belleza, amabilidad e inteligencia. Le llama "una sirena" y asegura que fue con ella con quien perdió su virginidad esa tarde en el laberinto del jardín de la casa de Salvador Dalí.

## Discografía
Álbumes de estudio 
| - 1977: I Am a Photograph - 1978: Sweet Revenge - 1979: Never Trust a Pretty Face - 1980: Diamonds for Breakfast - 1981: Incognito - 1983: Tam-Tam - 1985: A L - 1987: Secret Passion - 1989: Uomini più uomini - 1990: Tant qu'il y aura des hommes - 1993: Cadavrexquis | - 1995: Alter Ego - 1998: Back in Your Arms - 2001: Heart - 2003: Tendance - 2006: With Love - 2009: Brief Encounters - 2009: Brand New Love Affair - 2012: I Don't Like Disco - 2014: My Happiness - 2016: Let Me Entertain You - 2021: Tuberose |

Álbumes recopilatorios
- 1982: Ieri, oggi
- 2005: Forever Glam!
- 2005: Sings Evergreens
- 2006: The Sphinx – Das Beste aus den Jahren (1976–1983)

## Filmografía
Filmografía selecta 
- Ne jouez pas avec les Martiens (1967)
- Wonderwall (1968)
- Follie di notte (1978)
- Loggerheads (1978)
- Grottenolm (1985)
- L'amour est à réinventer (1997)
- Bimboland (1998)
- La Défi (2002)
- Oliviero Rising (2007)
- Bloody Flowers (2008)
- 8th Wonderland (2010)
- Jodorowsky's Dune (2013)
- Metti una notte (2017)
- Miss (2020)
- Si muore solo da vivi (2020)
- Maison de retraite 2 (2024)
- Vivre, mourir, renaître (2024)

## Libros
- 1984 : Lear, Amanda (1984). Le Dalí d'Amanda (en francés). Lausanne. ISBN 2-8289-0175-0. OCLC 461749441. (autobiografía)
- 1987 : Lear, A (1987). L'Immortelle (en francés). Paris. ISBN 2868043631. OCLC 461837831. (novela)
- 1994 : Lear, A (1994). L'Amant Dalí : ma vie avec Salvador Dalí (en francés). Paris. ISBN 2840980118. OCLC 807550048. (reedición de Le Dalí d'Amanda, con ilustraciones de Paco Rabanne)
- 2004 : Lear, A (2004). Mon Dalí (en francés). Neuilly-sur-Seine: Éditions Michel Lafon. ISBN 2749901111. OCLC 56012321. (reprint of Le Dalí d'Amanda)
- 2006 : Lear, A; Galerie Claudius (2006). Between dream and reality (en inglés). Norderstedt. ISBN 9783833451850. OCLC 180929230. (recopilatorio de arte)
- 2009 : Lear, A (2009). Je ne suis pas du tout celle que vous croyez… (en francés). Paris. ISBN 9782258081321. OCLC 468417957. (autobiografía)
- 2018 : Lear, A; Dieudonné, Frédéric (2018). Délires (en francés). Paris. ISBN 9782749150437. OCLC 1078361743. (autobiografía, colección de anécdotas)